# Naupa Huen
Naupa Huen es una localidad y comisión de fomento del Departamento El Cuy, provincia de Río Negro, al norte de la Patagonia argentina. 

## Significado del Nombre
La localidad se ubica a orillas del Río Limay traducido al español como “río claro, cristalino”; mientras que  Naupa Huen significa “entre cañadones”.

## Ubicación
Naupa Huen se sitúa a 250 km de la ciudad de General Roca y a unos 30 de Picún Leufú. 
Accediéndose por Río Negro, el camino es a través de una huella normalmente en mal estado, sin señalización, intransitable cuando llueve. La otra vía es más rápida, por RN 237, asfaltada y con estaciones de servicio.

## Población
Contó con 170 habitantes (Indec, 2010), lo que representó un descenso del 8% frente a los 185 habitantes (Indec, 2001) del censo anterior.
El censo 2022 arrojó 109 viviendas con una población estable de 289 habitantes en la comisión de fomento.
| Gráfica de evolución demográfica de Naupa Huen entre 1991 y 2022 |
|                                                                  |
| Fuente: Censos nacionales del INDEC                              |

## Actividad económica
La mayoría de los pobladores realiza trabajos rurales en campos, dedicados a la cría y venta de ovinos o al cultivo. Sin embargo, en las estaciones del año más frías otoño-invierno, esto se dificulta por lo que muchas familias deciden emigrar a los parajes más cercanos en busca de un mejor ingreso económico.

## Educación

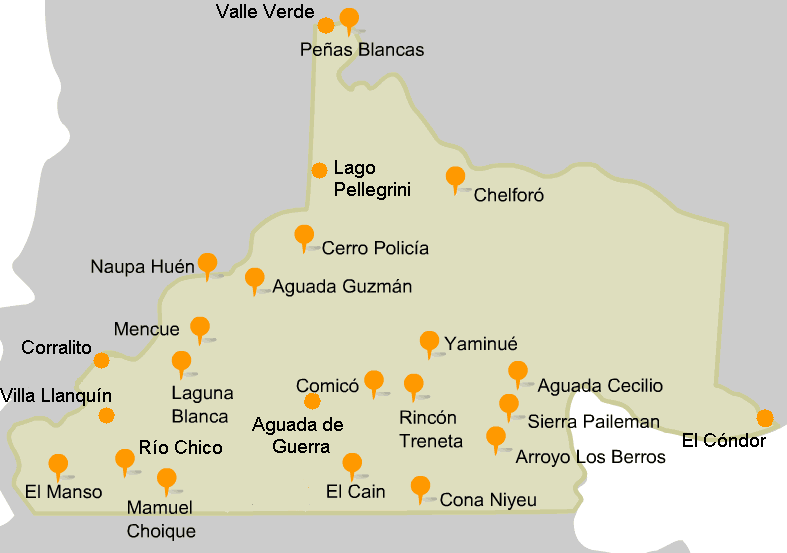
25 sedes en la provincia de Río Negro. Más de 350 estudiantes.

Cuenta con una escuela hogar de nivel primario Mauricio P. Nuin, que tiene 86 años y posee una matrícula de 36 alumnos, ocho de ellos habitan en el establecimiento durante 15 días y luego son trasladados a pasar el fin de semana en sus respectivos hogares familiares, viven allí niños de diversas edades: de 5 a 14 años. Hay una habitación de nenas y otra de varones y un maestro auxiliar los acompaña todo el tiempo. El resto de los alumnos habitan en el paraje.
Desde el año 2016 el paraje cuenta con una escuela secundaria de Río Negro Rural Virtual correspondiente a nivel medio, que permite brindar educación y llegar a todos los rincones de la provincia de Río Negro.